# Natori Wasaku
Natori Wasaku (jap. 名取 和作; * 28. April 1872 im Landkreis Suwa, Präfektur Chikuwa (heute Präfektur Nagano); † 4. Juni 1959) war ein japanischer Unternehmer und Politiker.

## Leben
Natori Wasaku war einer der ersten Absolventen der privaten Eliteuniversität Keiō-Universität.
1899 erhielt Natori ein zweijähriges Stipendium für die Columbia-Universität in New York. 1901 kehrte er über Berlin zurück an die Keiō-Universität, wo er wenig erfolgreich einer wissenschaftlichen Karriere nachging. Daraufhin wechselte er in die Wirtschaft.
1920 gründete Natori das Vorgängerunternehmen der heutigen Fuji Denki Group als (ein Gemeinschaftsunternehmen mit der deutschen Siemens AG). Nach Ende des Zweiten Weltkriegs engagierte sich Natori auch politisch und war für kurze Zeit Mitglied des Herrenhauses, dem Oberhaus des Reichstags. Er stand in privater Freundschaft mit dem japanischen Premierminister Yoshida Shigeru.
Natori Wasakus Frau, Natori Fukuko, entstammte einer Mitsui Zaibatsu Familie. Ihr Vater Asabuki Eiji war ebenfalls Unternehmer und einer der Gründer der modernen Wirtschaft Japans. Sie war außerdem mit dem japanischen Aufklärer Fukuzawa Yukichi verwandt.
Natori Wasaku ist der Vater von Natori Yōnosuke.